# Remo nos Jogos Olímpicos de Verão de 2020 - Skiff duplo leve masculino
A competição do skiff duplo leve masculino do remo nos Jogos Olímpicos de Verão de 2020 foi realizada entre 24 e 29 de julho de 2021, no Sea Forest Waterway, em Tóquio. Um total de 36 remadores de 18 Comitês Olímpicos Nacionais (CON) participaram do evento.

## Qualificação
Cada CON pode classificar um único barco de dois remadores no skiff duplo leve masculino. Um total de 18 vagas estavam disponíveis, sendo atribuídas da seguinte forma:
- 7 pelo Campeonato Mundial de 2019;
- 3 pelas regatas de qualificação da Ásia e Oceania;
- 1 pelas regatas de qualificação da África;
- 3 pelas regatas de qualificação das Américas;
- 2 pelas regatas de qualificação da Europa;
- 2 pelas regatas de qualificação finais.

## Formato
No skiff duplo leve cada barco é impulsionado por dois remadores. Por serem barcos parelhos, cada remador usa dois remos, um de cada lado do barco; isso contrasta com os barcos de pontas em que cada remador tem remos em apenas um lado. A competição consiste em rodadas e usa o formato de três fases. As finais são realizadas para determinar a colocação de cada barco (na final A são definidos os medalhistas). O percurso usa a distância de 2000 metros que se tornou o padrão olímpico em 1912.

## Calendário
Horário local (UTC+9)
| Dia         | Horário | Fase           |
| ----------- | ------- | -------------- |
| 24 de julho | 10:50   | Eliminatórias  |
| 25 de julho | 10:00   | Repescagem     |
| 28 de julho | 11:10   | Semifinais A/B |
| 29 de julho | 8:50    | Final B        |
| 29 de julho | 9:50    | Final A        |
| 29 de julho | 11:20   | Final C        |

## Medalhistas
| Ouro   | IRL Fintan McCarthy e Paul O'Donovan    |
| Prata  | GER Jonathan Rommelmann e Jason Osborne |
| Bronze | ITA Stefano Oppo e Pietro Ruta          |

## Resultados

### Eliminatórias
Os dois primeiros de cada bateria se classificam para as semifinais, enquanto o restante disputa a repescagem.
Eliminatória 1
| Pos. | Raia | Remadores                                 | CON             | Tempo   | Notas |
| ---- | ---- | ----------------------------------------- | --------------- | ------- | ----- |
| 1    | 3    | Jonathan Rommelmann Jason Osborne         | GER Alemanha    | 6:21.71 | Q     |
| 2    | 1    | Stefano Oppo Pietro Ruta                  | ITA Itália      | 6:24.25 | Q     |
| 3    | 2    | Pedro Fraga Afonso Costa                  | POR Portugal    | 6:44.09 | R     |
| 4    | 4    | Shakhboz Kholmurzaev Sobirjon Safaroliyev | UZB Uzbequistão | 6:44.98 | R     |
| 5    | 6    | César Amaris José Güipe                   | VEN Venezuela   | 6:46.11 | R     |
| 6    | 5    | Siwakorn Wongpin Nawamin Deenoi           | THA Tailândia   | 7:07.05 | R     |

Eliminatória 2
| Pos. | Raia | Remadores                           | CON                 | Tempo   | Notas |
| ---- | ---- | ----------------------------------- | ------------------- | ------- | ----- |
| 1    | 4    | Fintan McCarthy Paul O'Donovan      | IRL Irlanda         | 6:23.74 | Q     |
| 2    | 1    | Jiří Šimánek Miroslav Vraštil Jr.   | CZE República Checa | 6:28.10 | Q     |
| 3    | 2    | Jerzy Kowalski Artur Mikołajczewski | POL Polônia         | 6:31.85 | R     |
| 4    | 3    | Igor Khmara Stanislav Kovalov       | UKR Ucrânia         | 6:36.05 | R     |
| 5    | 4    | Arjun Lal Arvind Singh              | IND Índia           | 6:40.33 | R     |
| 6    | 5    | Bruno Cetraro Felipe Klüver         | URU Uruguai         | 6:42.85 | R     |

Eliminatória 3
| Pos. | Raia | Remadores                       | CON         | Tempo   | Notas |
| ---- | ---- | ------------------------------- | ----------- | ------- | ----- |
| 1    | 2    | Kristoffer Brun Are Strandli    | NOR Noruega | 6:25.74 | Q     |
| 2    | 6    | Niels Van Zandweghe Tim Brys    | BEL Bélgica | 6:26.51 | Q     |
| 3    | 1    | Patrick Keane Maxwell Lattimer  | CAN Canadá  | 6:27.54 | R     |
| 4    | 3    | Caetano Horta Manel Balastegui  | ESP Espanha | 6:38.72 | R     |
| 5    | 4    | César Abaroa Eber Sanhueza      | CHI Chile   | 6:53.15 | R     |
| 6    | 5    | Kamel Ait Daoud Sid Ali Boudina | ALG Argélia | 6:57.32 | R     |

### Repescagem
Os três primeiros de cada bateria se classificam para as semifinais, enquanto o restante disputa a Final C (fora da chance por medalhas).
Repescagem 1
| Pos. | Raia | Remadores                       | CON           | Tempo   | Notas |
| ---- | ---- | ------------------------------- | ------------- | ------- | ----- |
| 1    | 2    | Igor Khmara Stanislav Kovalov   | UKR Ucrânia   | 6:36.28 | Q     |
| 2    | 3    | Patrick Keane Maxwell Lattimer  | CAN Canadá    | 6:36.79 | Q     |
| 3    | 1    | Bruno Cetraro Felipe Kluver     | URU Uruguai   | 6:36.87 | Q     |
| 4    | 4    | Pedro Fraga Afonso Costa        | POR Portugal  | 6:36.95 | FC    |
| 5    | 5    | César Abaroa Eber Sanhueza      | CHI Chile     | 6:48.22 | FC    |
| 6    | 6    | Siwakorn Wongpin Nawamin Deenoi | THA Tailândia | 7:20.50 | FC    |

Repescagem 2
| Pos. | Raia | Remadores                                 | CON             | Tempo   | Notas |
| ---- | ---- | ----------------------------------------- | --------------- | ------- | ----- |
| 1    | 3    | Jerzy Kowalski Artur Mikołajczewski       | POL Polônia     | 6:43.44 | Q     |
| 2    | 4    | Caetano Horta Manel Balastegui            | ESP Espanha     | 6:45.71 | Q     |
| 3    | 5    | Arjun Lal Arvind Singh                    | IND Índia       | 6:51.36 | Q     |
| 4    | 2    | Shakhboz Kholmurzaev Sobirjon Safaroliyev | UZB Uzbequistão | 6:56.22 | FC    |
| 5    | 1    | César Amaris José Güipe                   | VEN Venezuela   | 7:01.46 | FC    |
| 6    | 6    | Kamel Ait Daoud Sid Ali Boudina           | ALG Argélia     | 7:12.08 | FC    |

### Semifinais
Os três primeiros de cada bateria se classificam para a Final A, enquanto o restante disputa a Final B (fora da chance por medalhas).
Semifinal A/B 1
| Pos. | Raia | Remadores                           | CON                 | Tempo    | Notas |
| ---- | ---- | ----------------------------------- | ------------------- | -------- | ----- |
| 1    | 4    | Jonathan Rommelmann Jason Osborne   | GER Alemanha        | 6:07.33  | FA    |
| 2    | 1    | Bruno Cetraro Felipe Klüver         | URU Uruguai         | 6:11:48  | FA    |
| 3    | 5    | Jiří Šimánek Miroslav Vraštil Jr.   | CZE República Checa | 6:11.88  | FA    |
| 4    | 2    | Jerzy Kowalski Artur Mikołajczewski | POL Polônia         | 6:12.79  | FB    |
| 5    | 6    | Patrick Keane Maxwell Lattimer      | CAN Canadá          | 6:18.29  | FB    |
| 6    | 3    | Kristoffer Brun Are Strandli        | NOR Noruega         | 12:16.25 | FB    |

Semifinal A/B 2
| Pos. | Raia | Remadores                      | CON         | Tempo   | Notas      |
| ---- | ---- | ------------------------------ | ----------- | ------- | ---------- |
| 1    | 3    | Fintan McCarthy Paul O'Donovan | IRL Irlanda | 6:05.33 | FA, WB, OB |
| 2    | 4    | Stefano Oppo Pietro Ruta       | ITA Itália  | 6:07.70 | FA         |
| 3    | 2    | Niels Van Zandweghe Tim Brys   | BEL Bélgica | 6:13.07 | FA         |
| 4    | 5    | Ihor Khmara Stanislav Kovalov  | UKR Ucrânia | 6:14.57 | FB         |
| 5    | 1    | Caetano Horta Manel Balastegui | ESP Espanha | 6:15.49 | FB         |
| 6    | 6    | Arjun Lal Arvind Singh         | IND Índia   | 6:24.41 | FB         |

### Finais
As regatas finais definem as posições de todos os remadores. Na Final A são decididos os medalhistas.
Final C
| Pos. | Raia | Remadores                                 | CON             | Tempo   | Notas |
| ---- | ---- | ----------------------------------------- | --------------- | ------- | ----- |
| 13   | 3    | Pedro Fraga Afonso Costa                  | POR Portugal    | 6:24.44 |       |
| 14   | 5    | César Abaroa Eber Sanhueza                | CHI Chile       | 6:31.97 |       |
| 15   | 2    | César Amaris José Güipe                   | VEN Venezuela   | 6:36.37 |       |
| 16   | 4    | Shakhboz Kholmurzaev Sobirjon Safaroliyev | UZB Uzbequistão | 6:40.25 |       |
| 17   | 6    | Kamel Ait Daoud Sid Ali Boudina           | ALG Argélia     | 6:41.62 |       |
| 18   | 1    | Siwakorn Wongpin Nawamin Deenoi           | THA Tailândia   | 6:56.13 |       |

Final B
| Pos. | Raia | Remadores                           | CON         | Tempo   | Notas |
| ---- | ---- | ----------------------------------- | ----------- | ------- | ----- |
| 7    | 2    | Caetano Horta Manel Balastegui      | ESP Espanha | 6:15.45 |       |
| 8    | 4    | Jerzy Kowalski Artur Mikołajczewski | POL Polônia | 6:16.01 |       |
| 9    | 3    | Ihor Khmara Stanislav Kovalov       | UKR Ucrânia | 6:16.92 |       |
| 10   | 5    | Patrick Keane Maxwell Lattimer      | CAN Canadá  | 6:17.60 |       |
| 11   | 1    | Arjun Lal Arvind Singh              | IND Índia   | 6:29.66 |       |
| 12   | 6    | Kristoffer Brun Are Strandli        | NOR Noruega | DNS     |       |

Final A
| Pos.              | Raia | Remadores                         | CON                 | Tempo   | Notas |
| ----------------- | ---- | --------------------------------- | ------------------- | ------- | ----- |
| Medalha de ouro   | 3    | Fintan McCarthy Paul O'Donovan    | IRL Irlanda         | 6:06.43 |       |
| Medalha de prata  | 4    | Jonathan Rommelmann Jason Osborne | GER Alemanha        | 6:07.29 |       |
| Medalha de bronze | 2    | Stefano Oppo Pietro Ruta          | ITA Itália          | 6:14.30 |       |
| 4                 | 1    | Jiří Šimánek Miroslav Vraštil Jr. | CZE República Checa | 6:16.42 |       |
| 5                 | 6    | Niels Van Zandweghe Tim Brys      | BEL Bélgica         | 6:18.10 |       |
| 6                 | 5    | Bruno Cetraro Felipe Klüver       | URU Uruguai         | 6:24.21 |       |